# Оджах
Оджах (арм. Օջախ) — основное отопительное устройство в армянских национальных жилищах − глхатунах − в предгорных, богатых лесом районах с умеренным климатом (Лори, Тавуш, Арцах, Сюник).
Оджах выглядит как незначительное, обложенное камнями углубление для разведения огня в середине жилья, почти под самым дымовым отверстием. В лесных регионах оджах топили дровами. Иногда один конец бревна придвигали к огню и по мере сгорания его продвигали вперёд. Более совершенным видом оджаха являлся тонир (арм. թոնիր), который служил как для выпечки хлеба, приготовления пищи, так и для обогрева жилища. Тонир как основное средство отопления жилища, в отличие от оджаха, бытовал в основном в скудных лесом районах Армении.